# Cadre-45/1-Europameisterschaft 1932

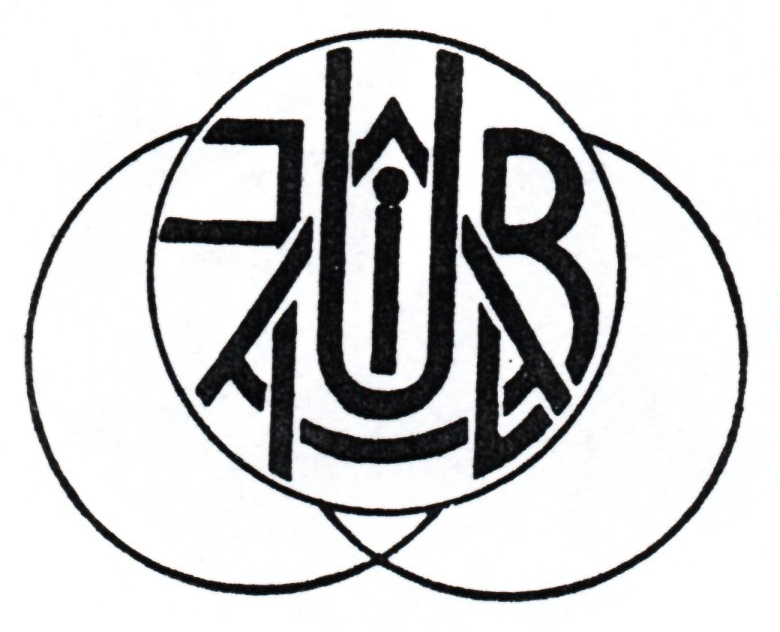
Logo UIFAB (ausrichtender Verband)

Veranstaltungsort: Paris

Die Cadre-45/1-Europameisterschaft 1932 war das erste Turnier in dieser Disziplin des Karambolagebillards und fand vom 15. bis zum 20. Dezember 1932 in Paris statt. Es war die erste Cadre-45/1-Europameisterschaft in Frankreich.

## Geschichte
Nachdem die Cadre-45/1-Weltmeisterschaft bereits seit 1927 ausgetragen worden war, startete die erste Europameisterschaft in dieser Disziplin des Karambolsprts im Jahr 1932. Erster Sieger wurde der Franzose Jean Albert vor seinem Landsmann Jacques Davin. Der dreimalige und aktuelle Weltmeister Edmond Soussa aus Ägypten, der an einer Europameisterschaft teilnehmen konnte, weil es keinen afrikanischen Billard-Verband gab, wurde nur Vierter.

## Turniermodus
Es wurden eine Qualifikationsgruppe mit fünf und zwei Qualifikationsgruppen mit vier Akteuren gespielt. Die jeweils Gruppenletzten (in Gruppe A die zwei Letzten) schieden aus. Die restlichen neun Spieler spielten das Hauptturnier. Die Qualifikationsergebnisse der qualifizierten Spieler wurden ins Hauptturnier übernommen.
Das Turnier wurde im Round Robin System bis 300 Punkte gespielt. Bei MP-Gleichstand (außer bei Punktgleichstand beim Sieger) wird in folgender Reihenfolge gewertet:
1. MP = Matchpunkte
2. GD = Generaldurchschnitt
3. HS = Höchstserie

## Qualifikation
| Platz                     | Name               | MP  | Pkte. | Aufn. | GD    | BED   | HS  |
| ------------------------- | ------------------ | --- | ----- | ----- | ----- | ----- | --- |
| 1                         | Théo Moons         | 8:0 | 1200  | 110   | 10,90 | 14,28 | 73  |
| 2                         | Gaston de Doncker  | 6:2 | 1174  | 120   | 9,78  | 12,00 | 80  |
| 3                         | René Gabriëls      | 4:4 | 1140  | 102   | 11,17 | 13,04 | 111 |
| 4                         | Wilhelm Eipeldauer | 2:6 | 756   | 141   | 5,36  | 4,34  | 51  |
| 5                         | Juan Butrón        | 0:8 | 839   | 145   | 5,78  | –     | 56  |
| Gruppendurchschnitt: 8,26 |                    |     |       |       |       |       |     |

| Platz                     | Name          | MP  | Pkte. | Aufn. | GD    | BED   | HS  |
| ------------------------- | ------------- | --- | ----- | ----- | ----- | ----- | --- |
| 1                         | Jan Dommering | 6:0 | 900   | 82    | 10,97 | 13,04 | 71  |
| 2                         | Edmond Soussa | 4:2 | 893   | 79    | 11,30 | 12,00 | 74  |
| 3                         | Jan Sweering  | 2:4 | 668   | 90    | 7,42  | 8,82  | 108 |
| 4                         | Werner Sorge  | 0:6 | 560   | 94    | 5,95  | –     | 39  |
| Gruppendurchschnitt: 8,75 |               |     |       |       |       |       |     |

| Platz                     | Name           | MP  | Pkte. | Aufn. | GD    | BED   | HS  |
| ------------------------- | -------------- | --- | ----- | ----- | ----- | ----- | --- |
| 1                         | Jean Albert    | 4:2 | 781   | 62    | 12,59 | 23,07 | 71  |
| 2                         | Jacques Davin  | 4:2 | 891   | 74    | 12,04 | 16,66 | 118 |
| 3                         | Charles Faroux | 4:2 | 880   | 83    | 10,60 | 20,00 | 67  |
| 4                         | Iszák David    | 0:6 | 461   | 84    | 5,48  | –     | 34  |
| Gruppendurchschnitt: 9,94 |                |     |       |       |       |       |     |

## Hauptturnier
| MP    | Match Points (Sieger = 2; Unentschieden = 1; Verlierer = 0) |
| Pkte. | Erzielte Karambolagen                                       |
| Aufn. | Benötigte Versuche                                          |
| GD    | Generaldurchschnitt                                         |
| BED   | Bester Einzeldurchschnitt eines Spielers                    |
| HS    | Höchstserie                                                 |
|       | Bester GD des Turniers                                      |
|       | Bester ED des Turniers                                      |
|       | Beste HS des Turniers                                       |
|       | 1. Platz (Gold)                                             |
|       | 2. Platz (Silber)                                           |
|       | 3. Platz (Bronze)                                           |

| Platz                                              | Name               | MP   | Pkte. | Aufn. | GD    | BED   | HS  |
| -------------------------------------------------- | ------------------ | ---- | ----- | ----- | ----- | ----- | --- |
| 1                                                  | Jean Albert        | 12:4 | 2166  | 170   | 12,74 | 21,42 | 107 |
| 2                                                  | Jacques Davin      | 10:6 | 2212  | 147   | 15,04 | 42,85 | 122 |
| 3                                                  | Théo Moons         | 10:6 | 2179  | 181   | 12,07 | 20,00 | 89  |
| 4                                                  | Edmond Soussa      | 8:8  | 2031  | 143   | 14,20 | 18,75 | 115 |
| 5                                                  | René Gabriëls      | 8:8  | 1981  | 151   | 13,11 | 20,00 | 97  |
| 6                                                  | Charles Faroux     | 8:8  | 2060  | 163   | 12,63 | 20,00 | 112 |
| 7                                                  | Jan Dommering      | 8:8  | 2160  | 204   | 10,58 | 13,04 | 87  |
| 8                                                  | Gaston de Doncker  | 6:10 | 1873  | 184   | 10,17 | 14,28 | 106 |
| 9                                                  | Jan Sweering       | 2:14 | 1420  | 190   | 7,47  | 10,00 | 68  |
| 10                                                 | Wilhelm Eipeldauer | 2:6  | 756   | 141   | 5,36  | 4,34  | 51  |
| 11                                                 | Werner Sorge       | 0:6  | 560   | 94    | 5,95  | –     | 39  |
| 12                                                 | Iszák David        | 0:6  | 461   | 84    | 5,48  | –     | 34  |
| 13                                                 | Juan Butrón        | 0:8  | 839   | 145   | 5,78  | –     | 56  |
| Turnierdurchschnitt: Endrunde: 11,78 Gesamt: 10,42 |                    |      |       |       |       |       |     |